# Tibitanus nomas
Tibitanus nomas là một loài nhện trong họ Philodromidae.
Loài này thuộc chi Tibitanus. Tibitanus nomas được Eugène Simon miêu tả năm 1910.